# Восточная улица (Балашиха-3)
Восто́чная у́лица — улица в микрорайоне Балашиха-3 города Балашиха Московской области.

## Описание
Улица расположена в микрорайоне Балашиха-3, в его восточной части, застроенной жилыми домами с элементами социально-бытовой инфраструктуры. Является границей застройки с лесными массивами Озёрного лесопарка.
Отходит с постепенным подъёмом на север от конечного участка улицы Чехова, по которой происходит движение общественного транспорта. Здесь же расположен большой разворотный круг для автобусов и маршрутных такси со зданием диспетчерского пункта. На эту же площадь выходит с юго-запада и конец проспекта Ленина. На юг с площади уходит безымянный проезд, ранее выходящий на шоссе Энтузиастов (Горьковское шоссе), а в настоящее время перекрытый.
Западная (нечётная) сторона Восточной улицы комплексно застроена двухэтажными зданиями конца 1940-х годов, выполненных в едином стиле, что создаёт уникальный по сохранности архитектурный ансамбль с другими двухэтажными жилыми зданиями, расположенными на параллельной ей Пушкинской улице.
Восточная сторона улицы представляет собой опушку хвойного лесного массива Озёрного лесопарка. По его кромке, параллельно Восточной улице, в 1985 году была устроена Аллея Победы с прогулочными дорожками, скамейками и фонарным освещением. На ней установлен памятный знак в виде куба с надписью:

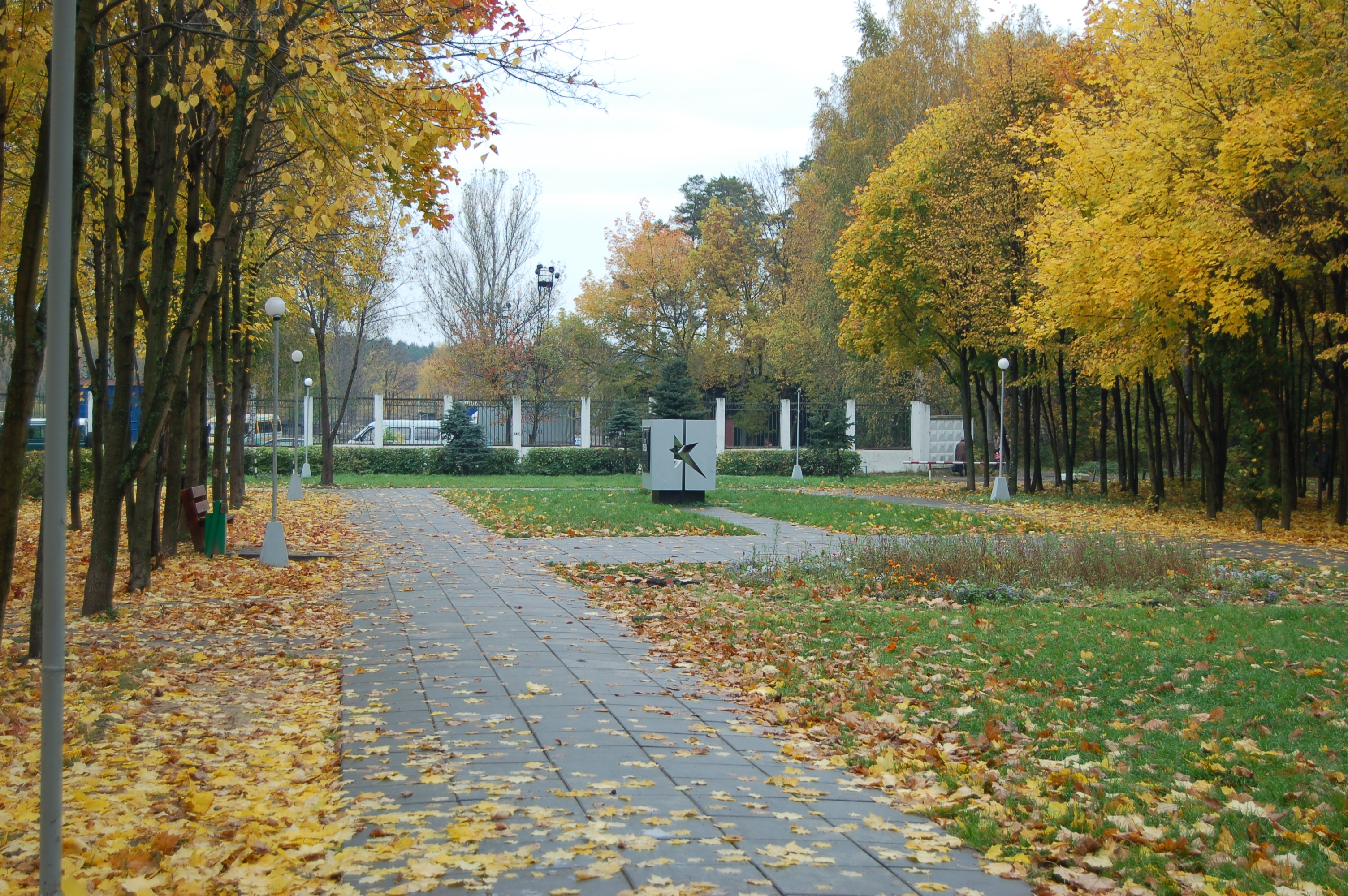
Аллея Победы

Сооружена в ознаменование

40-летия Победы

в Великой Отечественной войне

1941—1945
Оканчивается Восточная улица на пересечении с Московским проездом. За перекрёстком начинается огороженная территория стадиона «Криогенмаш». Начинающийся здесь же перекрытый шлагбаумом проезд выходит к зоне отдыха у озёр Бабошкино и Аниськино, а лесная тропа в восточном направлении — к озеру Юшино. Это излюбленные места летнего отдыха и купания жителей микрорайонов Балашиха-2 и Балашиха-3.
Нумерация домов — от улицы Чехова.

## Здания и сооружения
Нечётная сторона
- № 1 — жилой дом (2 этаж.; кирпичн., оштукатурен); Салон-парикмахерская (в подвале)[3]
- № 3 — жилой дом (2 этаж.; оштукатур.)[4]
- № 5 — жилой дом (2 этаж.; красный кирпич)[5]
- № 7 — детский сад № 7 «Солнышко»[6]
- № 9 — досугово-профилактический центр «Семья»	[7]
- № 11 — жилой дом (2 этаж.; шлакоблочный, обложен кирпичом, оштукатурен (уже почти обсыпалась))[8]
- № 13 — жилой дом (2 этаж.; кирпичн., оштукатурен)[9]

Чётная сторона

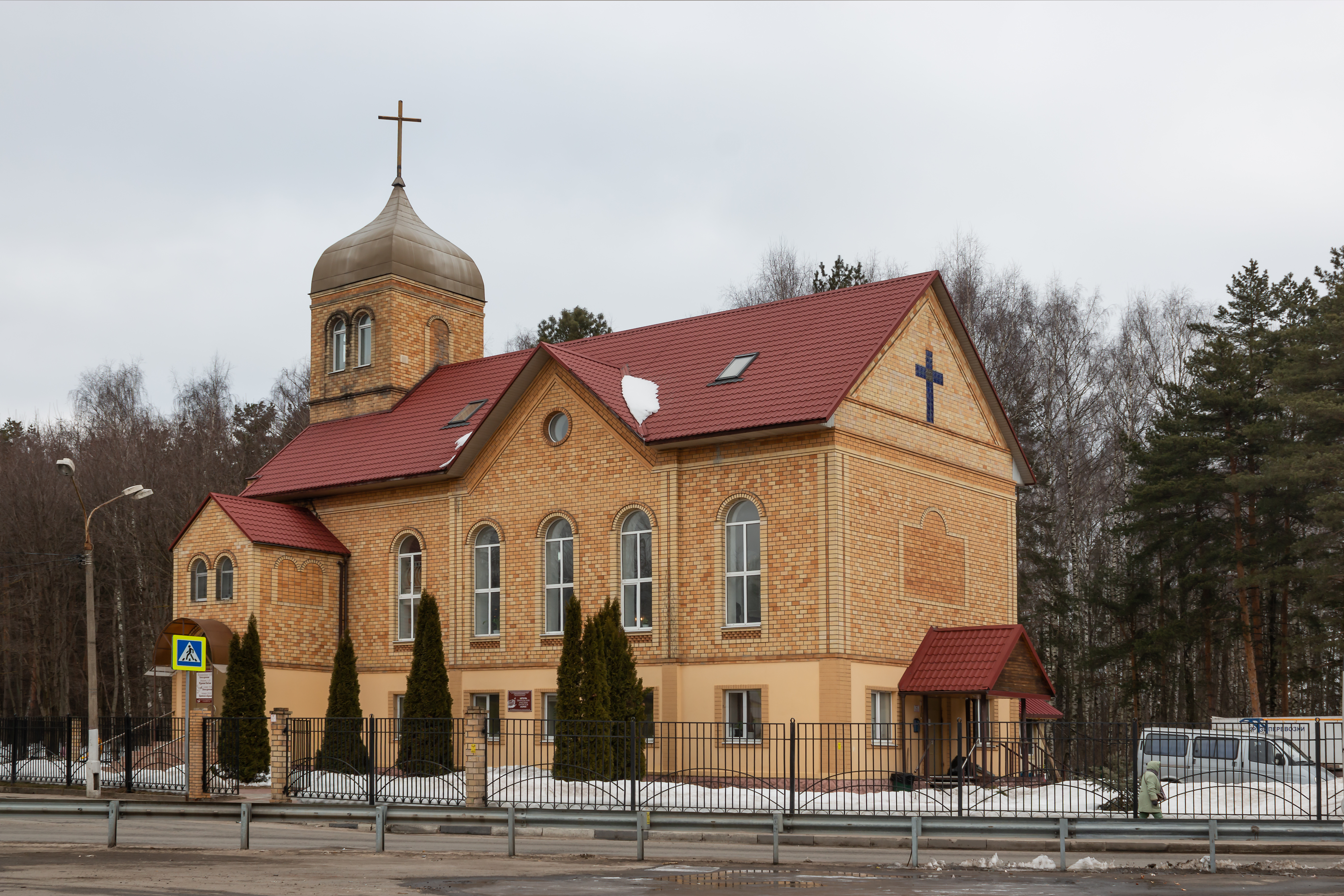
ул. Чехова-Восточная № 22 — храм Церкви евангельских христиан-баптистов «Ковчег»

- № 22 (ул. Чехова-Восточная) — храм Церкви евангельских христиан-баптистов «Ковчег» (построен в 2001-2004; архитектор Василий Белов)[10]
- Аллея Победы, детская игровая площадка и лесопарк.

## Транспорт
Автобусная остановка: «Улица Чехова».